# Tetrarch Mk VII
Tetrarch Mk VII – brytyjski lekki czołg rozpoznawczy z okresu II wojny światowej.

## Historia
Czołg Mk VII powstał w 1938 roku w zakładach Vickersa. Prototyp pojazdu otrzymał oznaczenie A17E1. Pod koniec 1938 roku uruchomiono, w zakładach Metro-Cammell, produkcję serii 120 wozów. W chwili wybuchu wojny, zamówienie zwiększono. Pierwsze czołgi wyjechały z fabryki w listopadzie 1940 roku. Zniszczenie części zakładów Metro-Cammell przez naloty Luftwaffe spowodowało, że produkcja zakończyła się na 177 egzemplarzu.

## Służba
Początkowo czołgów Tetrarch używano jedynie do szkolenia. Armia brytyjska wprowadziła do jednostek rozpoznawczych, zamiast czołgów lekkich, samochody pancerne. Z powodu niewydolnego układu chłodzenia, nie powiodło się użycie ich w Afryce Północnej. Bojowo czołgi Mk VII zostały użyte dopiero w 1942 roku, kiedy Armia Czerwona użyła ich w walkach na Kaukazie i Krymie.
Pod koniec 1942 roku szwadron tych wozów został użyty podczas zajmowania Madagaskaru – operacji Ironclad.
W 1943 czołgi Mk VII zostały przystosowane do użycia przez wojska powietrznodesantowe. Miały tam być transportowane przez ciężkie szybowce desantowe General Aircraft Hamilcar. Jeden szwadron został użyty przez 6. Dywizję Powietrznodesantową, podczas lądowania w Normandii. Ponownie użyto ich w marcu 1945 roku podczas forsowania Renu.
Czołgi Tetrarch znajdowały się na uzbrojeniu wojsk spadochronowych do 1950 roku, do rozwiązania ostatnich jednostek szybowców desantowych.

## Odmiany
- Tetrarch DD – czołg przystosowany do pływania. Wyposażony w wodoszczelny parawan i śrubę napędową. W czerwcu 1941 wykonano jeden pojazd przeznaczony do prób.
- Tetrarch CS – uzbrojony w haubicę kal. 76,2 mm. Zbudowano kilka pojazdów.